# William Cornwallis

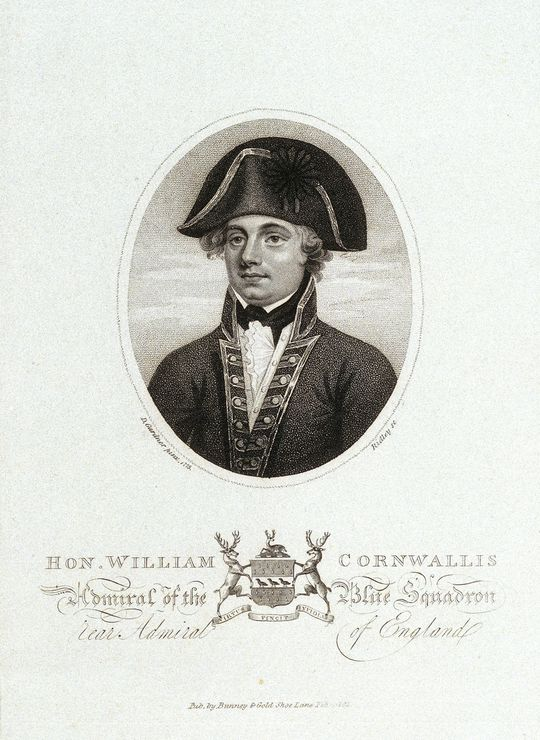
Amiral William Cornwallis.

William Cornwallis, född den 10 februari 1744, död den 5 juli 1819, var en brittisk sjömilitär. Han var bror till Charles Cornwallis.
Cornwallis deltog med utmärkelse i Storbritanniens sjökrig från 1755, och förde en tid befälet över sjöstridskrafterna i Indien och erövrade 1793 Pondichéry och Chandannagar samt blev 1799 amiral. Mest berömd blev han, då han 1795 med 4 linjeskepp och 2 fregatter i Engelska kanalen mötte en fransk flotta om 20 linjeskepp och djärvt vände mot dem för att rädda ett av sina skepp som blivit efter. Fransmännen trodde, att överlägsna brittiska krafter redan var inom synhåll för Cornwallis, och avstod från förföljandet.